# بوصير باربي
بوصير باربي (باللاتينية: Verbascum barbeyi) نوع نباتي يتبع جنس البوصير من الفصيلة الغدبية.

## الموئل والانتشار
موطنه بلاد الشام وتركيا.